# Atanda Musa
Atanda Ganiyu Musa (ur. 3 lutego 1960) – nigeryjski tenisista stołowy, olimpijczyk.

## Życiorys
Na letnich igrzyskach olimpijskich po raz pierwszy uczestniczył w 1988 w Seulu, w wieku 28 lat. Wziął na nich udział w dwóch konkurencjach tenisa stołowego: singla, gdzie zajął 33. miejsce oraz debla, gdzie zajął 21. miejsce.
4 lata później uczestniczył w Letnich Igrzyskach Olimpijskich 1992 w Barcelonie, gdzie ponownie wziął udział w dwóch konkurencjach tenisa stołowego: singla, gdzie zajął 33. miejsce oraz debla, gdzie zajął 17. miejsce. Były to jego ostatnie igrzyska olimpijskie.